# Taeniaptera
Taeniaptera är ett släkte av tvåvingar. Taeniaptera ingår i familjen skridflugor.

## Bildgalleri

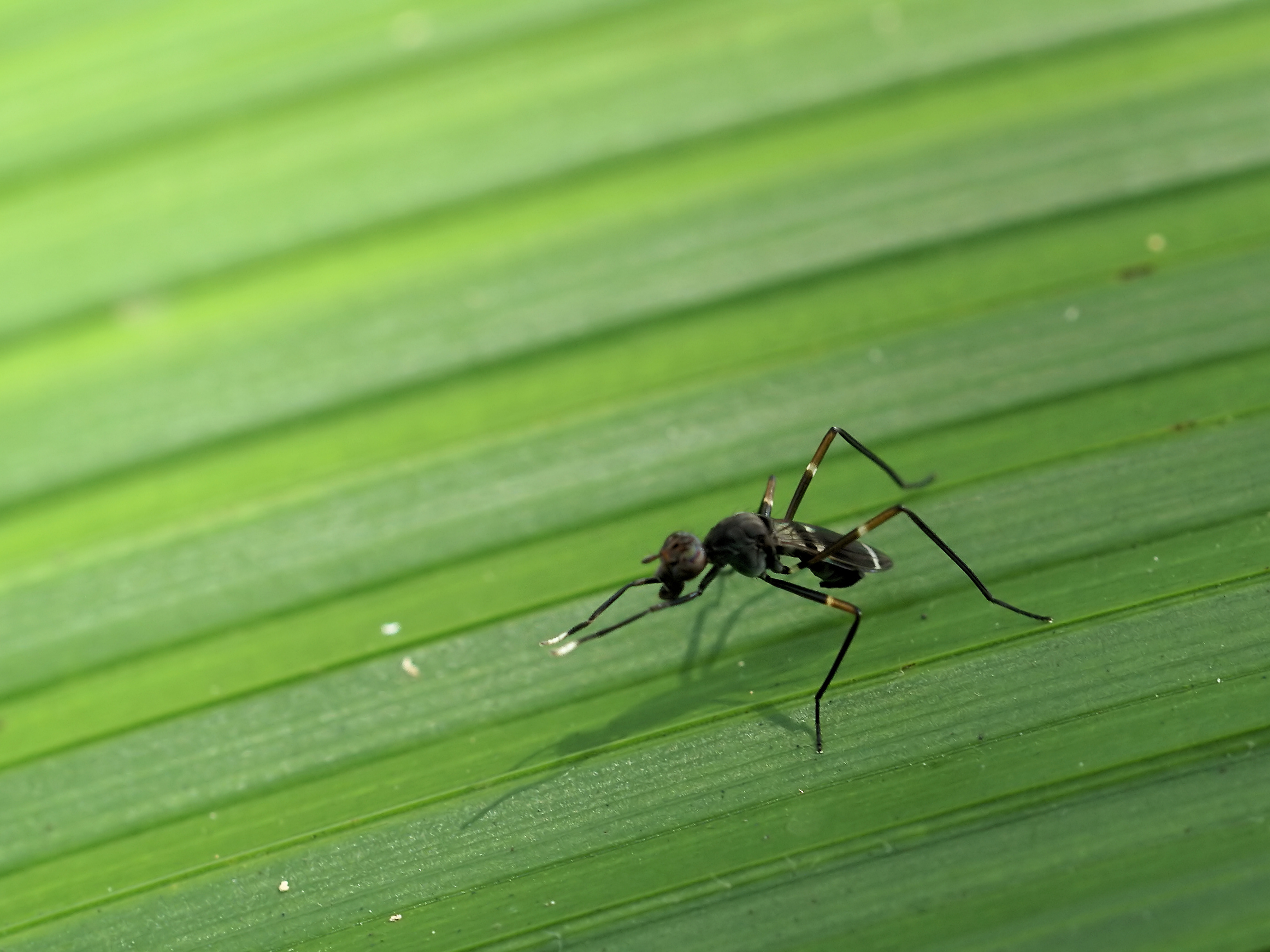

## Dottertaxa tillTaeniaptera, i alfabetisk ordning[1]
- Taeniaptera aeripennis
- Taeniaptera albibasis
- Taeniaptera albitarsis
- Taeniaptera aliceae
- Taeniaptera angulata
- Taeniaptera annulata
- Taeniaptera balzapambana
- Taeniaptera caerulescens
- Taeniaptera continentalis
- Taeniaptera dilutimacula
- Taeniaptera diversicolor
- Taeniaptera feei
- Taeniaptera gorgonae
- Taeniaptera grata
- Taeniaptera gratula
- Taeniaptera ichneumonea
- Taeniaptera inornata
- Taeniaptera inpai
- Taeniaptera lasciva
- Taeniaptera latifascia
- Taeniaptera lauta
- Taeniaptera lineata
- Taeniaptera longifurca
- Taeniaptera mediofusca
- Taeniaptera munda
- Taeniaptera nigriceps
- Taeniaptera nigritarsis
- Taeniaptera osculati
- Taeniaptera parens
- Taeniaptera plaitibia
- Taeniaptera platycnema
- Taeniaptera postannulus
- Taeniaptera rufifacies
- Taeniaptera seiuncta
- Taeniaptera simillima
- Taeniaptera strigata
- Taeniaptera tarsata
- Taeniaptera teresacristinae
- Taeniaptera thiemei
- Taeniaptera tibialis
- Taeniaptera trivittata
- Taeniaptera vittipennis
- Taeniaptera volens
- Taeniaptera vulgata
- Taeniaptera vulpes
- Taeniaptera wulpi